# Глиницкий (Могилёвская область)
Гли́ницкий (бел. Глініцкі) — посёлок в составе Сластёновского сельсовета Чаусского района Могилёвской области Республики Беларусь.

## Население
- 2010 год — 10 человек